# Сан-Франсиско-де-Борха
Сан-Франсиско-де-Борха (исп. San Francisco de Borja) — посёлок в Мексике, штат Чиуауа, входит в состав одноимённого муниципалитета и является его административным центром. Численность населения, по данным переписи 2010 года, составила 1157 человек.

## Общие сведения
Поселение было основано в 1645 году миссионерами-иезуитами вблизи деревни индейцев тараумара Теуакачи, и названа San Francisco de Borja в честь Святого Франсиско де Борха.

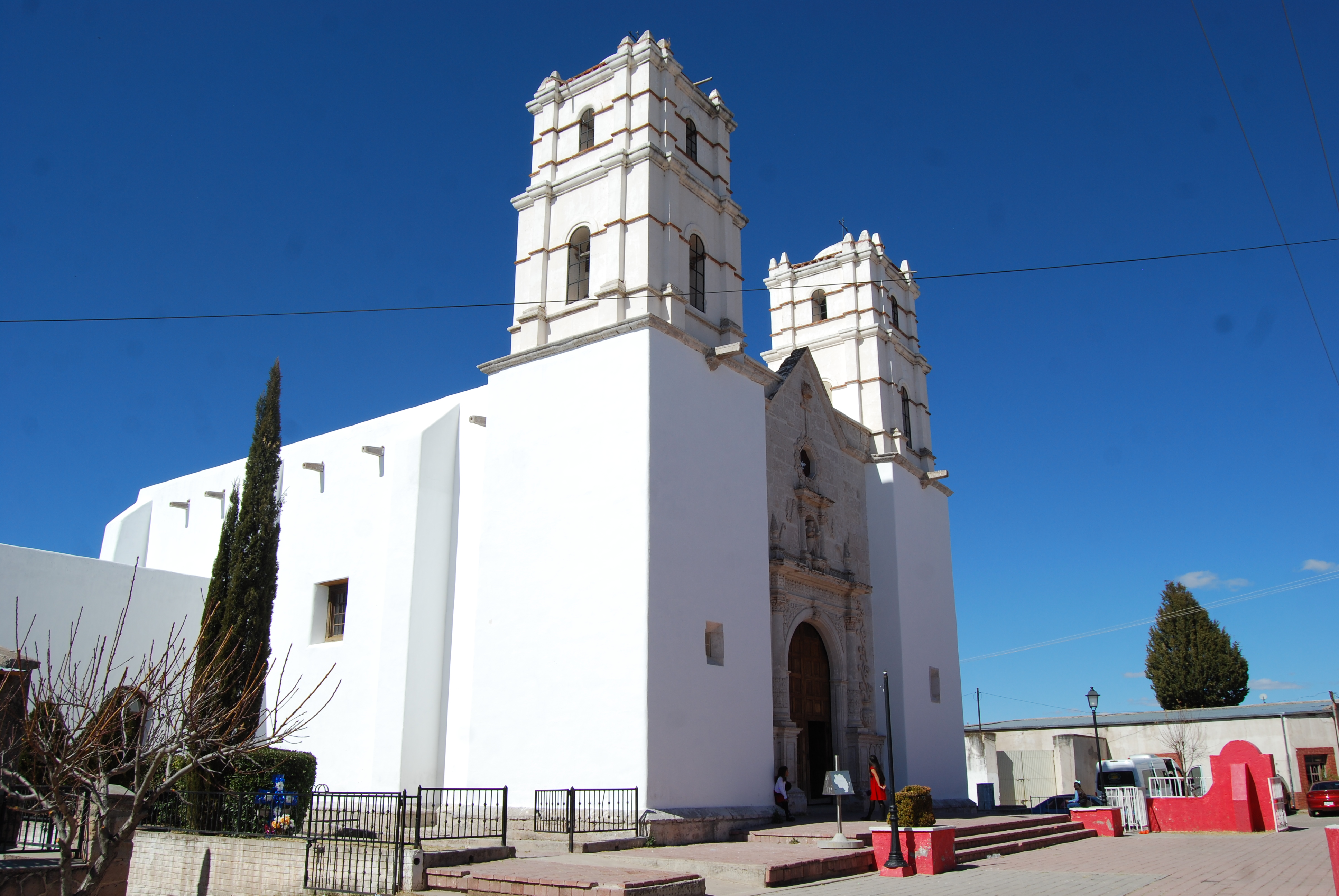
Церковь Святого Франсиско де Борха

Ранним утром 1 мая 2010 года в поселении было зафиксировано землетрясение, достигшее 4,2 балла по шкале Рихтера.